# Marina Kislova
Marina Kislova, född den 7 februari 1978, är en rysk friidrottare som tävlar i kortdistanslöpning.
Kislovas genombrott kom när hon vid EM inomhus 2002 blev silvermedaljör på 60 meter efter Kim Gevaert. Året efter deltog hon i det ryska stafettlag som blev bronsmedaljörer på 4 x 100 meter vid VM i Paris. Hon tävlade även på 100 meter vid samma mästerskap men blev utslagen i semifinalen. 
Kislova var i final vid VM inomhus 2003 på 60 meter men slutade där på en sjätte plats.

## Personliga rekord
- 60 meter - 7,08
- 100 meter - 11,09
- 200 meter - 22,99